# Vinnie Jones
Vincent Peter Jones, detto Vinnie (Watford, 5 gennaio 1965), è un attore ed ex calciatore gallese, di ruolo centrocampista.

## Biografia
Vinnie Jones è nato a Watford, mentre il padre lavorava come guardiacaccia.
Nel 1994 si è sposato con Tanya e il matrimonio è durato sino al 6 luglio 2019, giorno del decesso dell'attrice a causa di un cancro alla pelle. Hanno avuto un figlio, Aaron (1991).

## Caratteristiche tecniche
Jones è diventato subito famoso per la sua immagine da "duro". Detiene il record per il cartellino più veloce, tre secondi, è stato espulso 12 volte nella sua carriera in Premier League (secondo solo a Roy Keane con 13). In un noto incidente ha distratto Paul Gascoigne strizzando i suoi testicoli. Durante un'altra partita nel 1988, eseguì un duro tackle sul difensore Gary Stevens, causandogli un infortunio dal quale Stevens non si riprese mai completamente e che pochi anni dopo costrinse il difensore al ritiro.
Inoltre è stato anche il presentatore del famigerato Soccer's Hard Men, video pubblicato nel 1992, caratterizzato da filmati di sé stesso e molti altri "uomini duri" del calcio, con molti consigli per diventare "uomini duri". Dopo l'uscita del video Jones è stato multato £ 20.000, squalificato per sei mesi e sospeso per tre anni dalla Football Association con l’accusa di "mostrare il gioco del calcio in cattiva luce". Molti dei colleghi di Jones si sono affrettati a condannare sia il video sia lo stesso autore; uno dei critici più accesi fu David Ginola, che disse: "Jones non merita di essere considerato un calciatore".

## Carriera calcistica

### Club
Ha iniziato la carriera calcistica nel 1984 nel Wealdstone, lavorando nel tempo libero come manovale. Ha giocato una stagione con gli svedesi dell'IFK Holmsund nel 1986 e li ha aiutati a vincere il campionato di terza divisione. Nello stesso anno si trasferisce al Wimbledon FC. Ha fatto parte della Crazy Gang, ovvero la squadra che ha vinto la FA Cup 1988 contro il Liverpool, il più grande successo del club. Successivamente ha giocato per il Leeds United, lo Sheffield United e il Chelsea, prima di tornare nuovamente al Wimbledon nel 1992. Ha giocato oltre 250 partite per il Wimbledon, dopodiché è diventato giocatore-allenatore del QPR nel 1998.

## Statistiche

### Cronologia presenze e reti in nazionale
| Cronologia completa delle presenze e delle reti in nazionale ― Galles | Cronologia completa delle presenze e delle reti in nazionale ― Galles | Cronologia completa delle presenze e delle reti in nazionale ― Galles | Cronologia completa delle presenze e delle reti in nazionale ― Galles | Cronologia completa delle presenze e delle reti in nazionale ― Galles | Cronologia completa delle presenze e delle reti in nazionale ― Galles | Cronologia completa delle presenze e delle reti in nazionale ― Galles | Cronologia completa delle presenze e delle reti in nazionale ― Galles |
| Data                                                                  | Città                                                                 | In casa                                                               | Risultato                                                             | Ospiti                                                                | Competizione                                                          | Reti                                                                  | Note                                                                  |
| --------------------------------------------------------------------- | --------------------------------------------------------------------- | --------------------------------------------------------------------- | --------------------------------------------------------------------- | --------------------------------------------------------------------- | --------------------------------------------------------------------- | --------------------------------------------------------------------- | --------------------------------------------------------------------- |
| 14-12-1994                                                            | Cardiff                                                               | Galles                                                                | 0 – 3                                                                 | Bulgaria                                                              | Qual. Euro 1996                                                       | -                                                                     |                                                                       |
| 29-3-1995                                                             | Sofia                                                                 | Bulgaria                                                              | 3 – 1                                                                 | Galles                                                                | Qual. Euro 1996                                                       | -                                                                     | 78’                                                                   |
| 26-4-1995                                                             | Düsseldorf                                                            | Germania                                                              | 1 – 1                                                                 | Galles                                                                | Qual. Euro 1996                                                       | -                                                                     | 69’                                                                   |
| 7-6-1995                                                              | Cardiff                                                               | Galles                                                                | 0 – 1                                                                 | Georgia                                                               | Qual. Euro 1996                                                       | -                                                                     | 28’                                                                   |
| 24-4-1996                                                             | Lugano                                                                | Svizzera                                                              | 2 – 0                                                                 | Galles                                                                | Amichevole                                                            | -                                                                     | 65’                                                                   |
| 9-11-1996                                                             | Eindhoven                                                             | Paesi Bassi                                                           | 7 – 1                                                                 | Galles                                                                | Qual. Mondiali 1998                                                   | -                                                                     | cap. 37’                                                              |
| 14-12-1996                                                            | Cardiff                                                               | Galles                                                                | 0 – 0                                                                 | Turchia                                                               | Qual. Mondiali 1998                                                   | -                                                                     |                                                                       |
| 11-2-1997                                                             | Cardiff                                                               | Galles                                                                | 0 – 0                                                                 | Irlanda                                                               | Amichevole                                                            | -                                                                     | cap. 73’                                                              |
| 29-3-1997                                                             | Cardiff                                                               | Galles                                                                | 1 – 2                                                                 | Belgio                                                                | Qual. Mondiali 1998                                                   | -                                                                     |                                                                       |
| Totale                                                                |                                                                       | Presenze                                                              | 9                                                                     |                                                                       | Reti                                                                  | 0                                                                     |                                                                       |

## Palmarès

### Club

#### Competizioni nazionali
- Coppa d'Inghilterra: 1

Wimbledon: 1987-1988
- Alliance Premier League: 1

Wealdstone: 1984-1985

## Carriera cinematografica e televisiva
Nel 1998 ha recitato nel film Lock & Stock - Pazzi scatenati e nel 2000 in Snatch - Lo strappo, entrambi del regista inglese Guy Ritchie. Nel 2003 è protagonista, insieme a Claudia Aros, di uno spot pubblicitario per l'azienda produttrice di bevande alcoliche "Bacardi Rum", ove avviene una sfida a braccio di ferro tra lui e l'attrice colombiana, e quest'ultima, applicando il gesto del piedino sull'avversario, lo batte, scatenando sì la rabbia dell'ex calciatore, ma allo stesso tempo Vinnie accetta la sconfitta, bevendo un bicchiere di rum insieme alla sua sfidante. Nel 2008 ha presentato come conduttore-narratore la serie televisiva di docu-reality per la britannica ITV4 World's Thoughest Cops. In ogni episodio è stato documentato il lavoro di forze speciali di polizia in Paesi del mondo dove la criminalità è più alta, concentrandosi sugli aspetti più pericolosi del mestiere. Nel 2006 interpreta il villain Fenomeno nel film X-Men - Conflitto finale. Il 3 gennaio 2010 è entrato a far parte del cast del Celebrity Big Brother, la versione vip del Grande Fratello inglese. Dopo 27 giorni di permanenza nella casa, senza ricevere neppure una nomination, nella finale del 29 gennaio 2010 si è classificato al terzo posto. Nel 2014 ottiene il ruolo di Gareth nella serie TV Galavant.

## Filmografia parziale

### Cinema
- Lock & Stock - Pazzi scatenati (Lock, Stock and Two Smoking Barrels), regia di Guy Ritchie (1998)
- Fuori in 60 secondi (Gone in Sixty Seconds), regia di Dominic Sena (2000)
- Snatch - Lo strappo (Snatch), regia di Guy Ritchie (2000)
- Codice: Swordfish (Swordfish), regia di Dominic Sena (2001)
- Mean Machine, regia di Barry Skolnick (2001)
- Night at the Golden Eagle, regia di Adam Rifkin (2001)
- Brivido biondo (The Big Bounce), regia di George Armitage (2004)
- EuroTrip, regia di Jeff Schaffer (2004)
- Survive Style 5+, regia di Gen Sekiguchi (2004)
- Submerged - Allarme negli abissi (Submerged), regia di Anthony Hickox (2005)
- L'isola misteriosa (Mysterious Island), regia di Russel Mulcahy (2005)
- She's the Man, regia di Andy Fickman (2006)
- Played - Se non giochi muori (Played), regia di Sean Stanek (2006)
- X-Men - Conflitto finale (X-Men: The Last Stand), regia di Brett Ratner (2006)
- Garfield 2 (Garfield: A Tail of Two Kitties), regia di Tim Hill (2006) - voce
- The Condemned - L'isola della morte (The Condemned), regia di Scott Wiper (2007)
- Prossima fermata: l'inferno (The Midnight Meat Train), regia di Ryūhei Kitamura (2008)
- Hell Ride, regia di Larry Bishop (2008)
- Anno uno (Year One), regia di Harold Ramis (2009)
- Smokin' Aces 2: Assassins' Ball, regia di P. J. Pesce (2010)
- Age of the Dragons, regia di Ryan Little (2011)
- Bulletproof Man (Kill the Irishman), regia di Jonathan Hensleigh (2011)
- Madagascar 3 - Ricercati in Europa (Madagascar 3: Europe's Most Wanted) (2012) - voce
- Freelancers, regia di Jessy Terrero (2012)
- Fire with Fire, regia di David Barrett (2012)
- Company of Heroes, regia di Don Michael Paul (2013)
- Escape Plan - Fuga dall'inferno (Escape Plan), regia di Mikael Håfström (2013)
- Blood of Redemption, regia di Giorgio Serafini (2013)
- Hard Rush, regia di Giorgio Serafini (2013)
- Redirected, regia di Emilis Velyvis (2014)
- Titanium, regia di Dmitriy Grachev (2014)
- Absolution - Le regole della vendetta (Absolution), regia di Keoni Waxman (2015)
- Gridlocked, regia di Allan Ungar (2015)
- Decommissioned, regia di Timothy Woodward Jr. (2016)
- Kill Kane, regia di Adam Stephen Kelly (2016)
- The Midnight Man, regia di D.C. Hamilton (2016)
- Cross Wars, regia di Patrick Durham (2017)
- Madness in the Method, regia di Jason Mewes (2019)

### Televisione
- Chuck - serie TV episodio 3x02 (2010)
- The Cape – serie TV, 10 episodi (2011)
- Elementary – serie TV, 2 episodi (2013)
- Psych - serie TV episodio 8x01 (2014)
- The Musketeers - serie TV, 1 episodio (2014)
- Galavant - serie TV, 18 episodi (2015-2016)
- Arrow - serie TV (2015)
- MacGyver – serie TV, episodio 1x01 (2016)
- Deception – serie TV, 13 episodi (2018)
- NCIS: Los Angeles – serie TV, episodio 11x06 (2019)
- Law & Order: Organized Crime – serie TV, 8 episodi (2021)
- The Gentlemen – serie TV, 8 episodi (2024)

## Doppiatori italiani
Nelle versioni in italiano delle opere in cui ha recitato, è stato doppiato da:
- Pasquale Anselmo in Mean Machine, Fire with Fire, Absolution - Le regole della vendetta
- Stefano De Sando in Lock & Stock - Pazzi scatenati, X-Men - Conflitto finale
- Paolo Buglioni in The Condemned - L'isola della morte, Company of Heroes
- Gianluca Tusco in L'isola misteriosa, The Gentlemen
- Gaetano Varcasia in Psych, Freelancers
- Enrico Di Troia in Fuori in 60 secondi
- Maurizio Reti in Snatch - Lo strappo
- Saverio Indrio in Codice: Swordfish
- Alessandro Ballico in Blood Out
- Marco Balzarotti in Brivido biondo
- Massimo Rossi in EuroTrip
- Alberto Bognanni in Submerged - Allarme negli abissi
- Stefano Valli in World's Toughest Cops
- Pierluigi Astore in She's the Man
- Enzo Avolio in Chuck
- Davide Marzi in Anno uno
- Stefano Benassi in Smokin' Aces 2: Assassins' Ball
- Stefano Mondini in NCIS: Los Angeles
- Achille D'Aniello in Bulletproof Man
- Roberto Pedicini in Cross
- Massimo Bitossi in Arrow
- Riccardo Lombardo in Escape Plan - Fuga dall'inferno
- Andrea Lavagnino in A Certain Justice
- Mario Bombardieri in Gridlocked
- Massimo Lodolo in Cross Wars
- Simone Mori in Law & Order: Organized Crime

Da doppiatore è sostituito da:
- Wladimiro Grana in Garfield 2